# Gilberto Parra
Gilberto Parra Paz (San Pedro Tesistán, Jocotepec, Jalisco, 30 de julio de 1913 - Cahuacán, Estado de México, 19 de octubre del 2000) fue uno de los compositores mexicanos más importantes de la música ranchera, creador de íconos de la música mexicana, y de temas para películas, además de musicalizar muchas de ellas. Nacido en Jalisco fue también junto con el maestro Manuel Esperón, uno de los principales compositores de artistas como Jorge Negrete, Pedro Infante y las grandes figuras de la época de oro del cine mexicano. merecedor del disco de oro por más de un millón de discos del tema «Por un amor» tema que compuso en Villa Corona Jalisco, Diosa de Plata por el tema «Que te ha dado esa mujer», medalla «Agustín Lara» y otros.

## Sus inicios
Nació el 13 de julio de 1913 en el poblado de San Pedro Tesistán, municipio de Jocotepec, Jalisco, hijo de Federico Parra y Francisca Paz. De joven ingresó a la Escuela Libre de Música en Guadalajara, donde cursó los primeros estudios de música, a la edad de 22 años se traslada a la Ciudad de México donde realiza trabajos de diversos tipos, hasta que en 1940 es grabado su tema «Por un amor» en la voz de Lucha Reyes y comienza así su trayectoria dentro de la industria de la música.

## Intérpretes
Dentro de los artistas más importantes que grabaron sus temas se encuentran:
Pedro Infante,
Jorge Negrete,
Amalia Mendoza,
Javier Solís,
Lucha Reyes,
Lola Beltrán,
Lucha Villa,
Vicente Fernández,
Luis Aguilar,
Miguel Aceves Mejia.
Además de intérpretes que han versionado sus temas como: Ray Conniff, Linda Ronstadt, Little Joe entre otros.
De entre su obra se destacan canciones como:
Mi cruz de pasión,
Por un amor,
Los laureles,
El arracadas,
El venadito,
Que te ha dado esa mujer,
Adiós mis chorreadas,
El corrido de Juan Armenta,
Amor de los dos,
Dos corazones, entre muchas otras.

## Reconocimientos
Su nombre fue escrito con letras de oro en la estela de los compositores en el parque Agua Azul en Guadalajara.
Recibió la medalla «Agustín Lara» de la Sociedad de Autores y Compositores de México.
Una calle con su nombre en el municipio de Tlaxcoapan (Hidalgo).
Disco de oro por más de un millón de discos de «Por un Amor».
Premio «Diosa de Plata».
Fue homenajeado en el teatro de la Ciudad de México en 1999.

## Su legado
A pesar de que su obra no fue tan extensa como la de otros compositores, ya que solo escribió cerca de 150 canciones, la calidad de sus obras ha hecho que sean versionadas a idiomas como el inglés o portugués y grabadas por múltiples artistas internacionales.
Trabajó al lado de grandes compositores como el maestro Manuel Esperón, y el maestro Pedro de Urdimalas y participó en la musicalización de muchas películas, además de que fue director artístico de discos CBS y promotor de nuevos artistas como Chayito Valdez, Gerardo Reyes, etc. 
Fue fundador y director del mariachi San Pedro Tlaquepaque, además de trabajar en la XEQ por más de 20 años en las producciones de aquel entonces. Es sin duda uno de los más importantes compositores de la música ranchera, incluso el gran José Alfredo Jiménez grabó dos temás de su autoría. (Penas Arraigadas y Por un amor).

## Muerte
Falleció a la edad de 87 años en su rancho «Los Laureles» en Cahuacán, Estado de México y es recordado por muchos mexicanos como uno de los grandes compositores de la música ranchera.